# 유디오미터

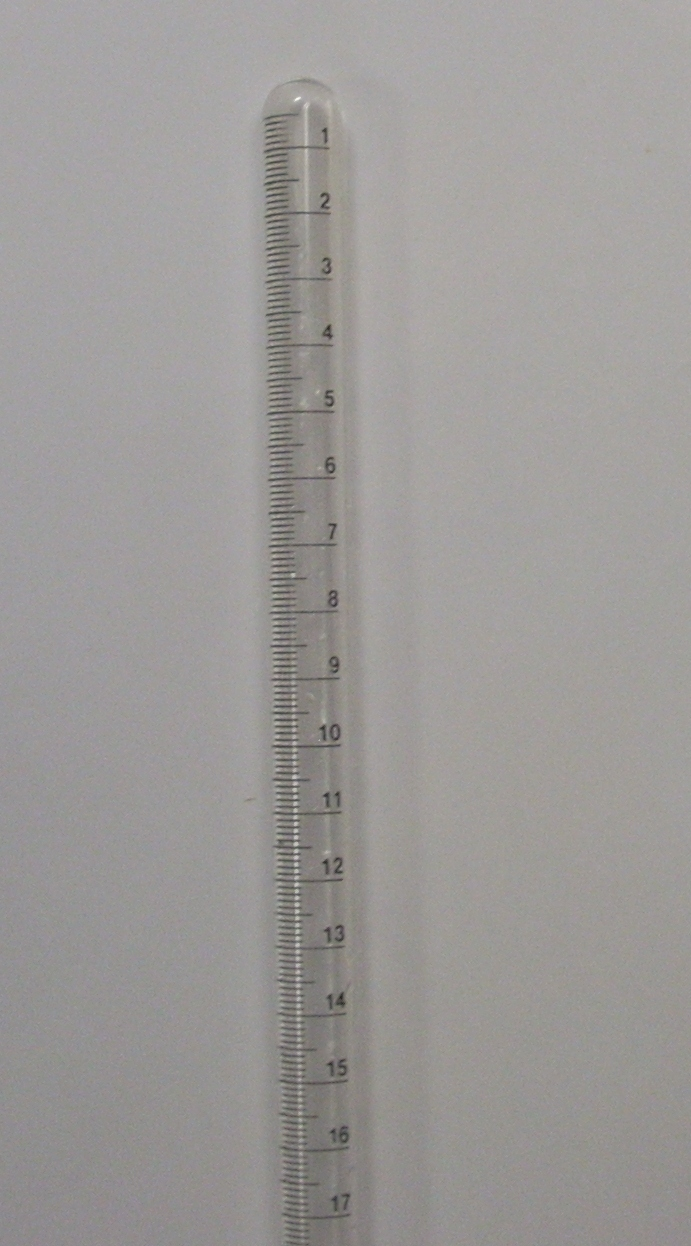
유디오미터의 끝부분

유디오미터(eudiometer)는 기체 혼합물의 양의 변화나 반응을 측정하는 장치이다. 수전량계, 가스전량계, 물전량계라고도 한다.

## 역사
이 장치는 측정되는 반응에 따라 다양한 형식으로 사용할 수 있다. 이 용어는 공기의 깨끗한 정도를 결정하기 위해 사용하던 것으로부터 이름을 따온 것이다. 일반적으로 이 장치는 물이나 수은 안에 가라앉은 부분이 어느 정도인지 측정할 수 있는 눈금 실린더이다. 액체는 실린더 안의 기체 샘플을 가둔 뒤, 눈금을 통해 측정되는 기체의 양을 알 수 있다. 이러한 반응의 경우, 두 개의 백금 선이 위치하기 때문에 불꽃이 그 사이에 일어날 수 있다. 이 전기적 불꽃은 기체 혼한물 안에서 반응하게 되고 실린더의 눈금으로 반응 결과의 변화를 알 수 있다. 이 장치의 사용은 안에 들어 있는 기체가 "사용되는 액체의 일부"를 치환한다는 점을 제외하고 초기의 기압계와 매우 비슷하다.
유디오미터는 이탈리아의 물리학자인 카운트 앨레센드로 볼타에 의해 처음 개척되었다. (1745~1827년) 그의 이름 "볼트"를 보면 알 수 있듯이 그는 전기 배터리와 전기에 대한 그의 공헌으로 잘 알려져 있다. 실험적인 기능은 일단 제쳐 두고, 유디오미터는 또한 "볼타 피스톨"(volta pistol)의 일부로도 잘 알려져 있다.
볼타는 1777년에 공기의 깨끗한 정도를 테스트하거나 기체의 가연성을 분석할 목적으로 이 기구를 발명하였다. 그의 초기 사용은 특히 축축한 기체의 연구와 관련되어 있다. 여기서 피스톨(pistol)은 산소와 다른 기체로 채워져 있었다. 균일 혼합물은 코르크로 막혀져 있었다. 불꽃은 피스톨의 기체방으로 들어올 수 있었고 정전기에 의한 반응을 촉진할 수 있었다. 기체가 가연성인 경우 폭발하여 기체방 안의 압력을 높이게 된다. 이러한 압력은 너무 거대하여 코르크가 공중으로 빠져 버릴 수도 있다. 높은 수준의 전기 흐름을 측정하고 만들어내는 볼타의 광범위한 연구는 그의 이름을 따서 전기 단위 볼트를 만들어 냈다.

## 같이 보기
- 이상 기체 상태방정식
- 기압계
- 증류